# Emanuel (Adamakis)
Emanuel, nazwisko świeckie Adamakis (ur. 19 grudnia 1958 w Ajos Nikolaos) – grecki biskup prawosławny.

## Życiorys
Wykształcenie średnie uzyskał w Heraklionie. Następnie studiował na wydziale humanistycznym Instytutu Katolickiego w Paryżu i w Instytucie św. Sergiusza z Radoneża w Paryżu. Następnie był studentem historii religii na uniwersytecie Paris IV oraz Wyższym Instytucie Studiów Ekumenicznych Instytutu Katolickiego. W 1985 przyjął kolejno święcenia diakońskie i kapłańskie. Dyplom magistra (oryg. master) uzyskał Instytucie Teologii Prawosławnej Świętego Krzyża w Bostonie.
Po powrocie ze Stanów Zjednoczonych w 1987 został proboszczem parafii Świętych Archaniołów Michała i Gabriela w Brukseli oraz wikariuszem generalnym metropolii Belgii Patriarchatu Konstantynopola. W 1996 został wyświęcony na biskupa Reggio, wikariusza metropolii Belgii.
20 stycznia 2003 Święty Synod Patriarchatu Konstantynopolitańskiego wybrał go na metropolitę Francji. Jest uczestnikiem dialogu ekumenicznego między Kościołami prawosławnymi a Kościołami orientalnymi, muzułmanami i żydami. Kieruje również przedstawicielstwem Patriarchatu Konstantynopola przy Unii Europejskiej i jest członkiem komitetu centralnego Konferencji Kościołów Europejskich.
16 stycznia 2012 został locum tenens Zachodnioeuropejskiego Egzarchatu Parafii Rosyjskich po rezygnacji egzarchy, arcybiskupa Gabriela. Pełnienie tych obowiązków zakończył po chirotonii biskupiej biskupa Telmesos Hioba, wybranego na nowego egzarchę.
15 grudnia 2018 w Kijowie przewodniczył obradom soboru zjednoczeniowego w soborze Mądrości Bożej (Sofijskim), kiedy duchowni Ukraińskiego Kościoła Prawosławnego Patriarchatu Kijowskiego, wespół z duchownymi Ukraińskiego Autokefalicznego Kościoła Prawosławnego oraz częścią duchownych Ukraińskiego Kościoła Prawosławnego Patriarchatu Moskiewskiego, powołali Kościół Prawosławny Ukrainy (metropolię w jurysdykcji Patriarchatu Konstantynopolitańskiego, który 6 stycznia 2019 nadał mu status autokefaliczny).
16 lutego 2021 r. przeniesiony na katedrę chalcedońską.
Oprócz ojczystego języka greckiego biegle włada językami francuskim i angielskim, zna również języki niemiecki i włoski.